# Фрідріх Штеге
Фрідріх Штеге (нім. Friedrich Stege; 13 листопада 1920, Обернкірхен — 29 жовтня 1997, Еспелькамп) — німецький офіцер-підводник, оберлейтенант-цур-зее крігсмаріне.

## Біографія
16 вересня 1939 року вступив на флот. Після проходження тривалого навчання 24 лютого 1942 року був направлений на будівництво підводного човна U-212. З 25 квітня 1942 року — 1-й вахтовий офіцер на U-212, на якому взяв участь у семи походах. 15-31 серпня 1943 року пройшов курс кермування, 1-30 вересня — куос командира човна. З 1 жовтня 1943 по 16 липня 1944 року — командир U-291, з 17 липня 1944 по 25 квітня 1944 року — U-397, з 26 квітня по 3 травня 1945 року — U-958. 8 травня 1945 року взятий в полон британськими військами. 13 вересня 1945 року звільнений.

## Звання
- Кандидат в офіцери (16 вересня 1939)
- Морський кадет (1 лютого 1940)
- Фенріх-цур-зее (1 липня 1940)
- Оберфенріх-цур-зее (1 липня 1941)
- Лейтенант-цур-зее (1 березня 1942)
- Оберлейтенант-цур-зее (1 жовтня 1943)

## Нагороди
- Залізний хрест
  - 2-го класу (18 листопада 1942)
  - 1-го класу (4 серпня 1943)
- Нагрудний знак підводника (8 лютого 1943)